# Vodku v glotku
A Vodku együttes (hosszabb nevén: Vodku v glotku, ami magyarul annyit tesz: „vodkát a garatba!”) egy magyar világzenei együttes.
A zenekar 1992-ben alakult Budapesten. A Közép- és Kelet-európai hagyományos könnyűzenét ötvözik a rock, és bizonyos fokig a dzsessz stílusjegyeivel. Repertoárjukban klasszikus klezmerek, odesszai kocsmadalok, balkáni, moldvai, magyar és más közép-európai népzenei dallamok szólalnak meg világzenei felfogásban.

## Tagok
- Bata István – gitár, trombita, ének
- Gadanecz Éva – ének, bongó
- Nedeczky Júlia – klarinét, ének[1] https://nedeczkyjulia.hu/
- Szabó Árpád – hegedű, ének
- Szeredás Lőrinc – gitár, ének
- Ruthner Gábor – basszusgitár
- Kiss Attila – dob, ütőhangszerek

## Lemezek
- Kikötő (2004)
- Más (2007)
- Bárány Boldizsár (2010)
- Árnyéktánc (2014)
- Még egy kör (2014)